# Sun Village (Kalifornija)
Sun Village je naseljeno područje za statističke svrhe u američkoj saveznoj državi Kalifornija. Prema popisu stanovništva iz 2010. u njemu je živjelo 11.565 stanovnika.